# Ip Chun
Ip Chun (叶准 o  葉準; Foshan, 31 luglio 1924) è un artista marziale cinese.

## Biografia
Figlio primogenito di Yip Man, ha iniziato a studiare il Wing Chun con il padre quando aveva sette anni.
Nel 1949, dopo l'insediamento del regime comunista in Cina ( Repubblica popolare cinese), il padre di Chun partì per Hong Kong; Chun tornerà all'età di 24 anni a Foshan per continuare gli studi all'università. Chun ha studiato storia cinese, filosofia, poesia, musica tradizionale e Buddismo. Nel 1950, finiti gli studi, Chun scelse di dedicarsi all'insegnamento. Oltre a insegnare storia cinese, musica e scienza, Chun ha anche aiutato il Chinese Foshan Entertainment Department nell'allestire spettacoli di opera lirica. Durante questo periodo, è stato premiato come "La persona con il maggior potenziale nell'arte cinese", premio per la sua ricerca nella musica. Tuttavia, nel 1962, a causa della Rivoluzione Culturale, Chun e suo fratello minore Ip Ching, sono stati costretti a lasciare Foshan e trasferirsi a Hong Kong, dove si riunirono con il padre. 
A Hong Kong, Chun ha lavorato come contabile e giornalista, continuando a praticare il Wing Chun alla sera, dopo il lavoro, sotto l'autorevole tutela del padre. In conformità con i desideri del padre, dal 1965, Chun ha partecipato attivamente al progetto e poi alla fondazione ufficiale della Wing Chun Athletic Association (WCAA) nel 1968 come membro fondatore. Durante i primi tre anni dell'associazione, Chun ha assunto il ruolo di tesoriere e fu poi nominato come presidente. 
Nel 1967, Chun inizia ad insegnare Wing Chun a Hong Kong. Alcuni dei suoi primi studenti, come Leung Chung-wai e Ho Kay Ho Kay, furono determinanti per la creazione e lo sviluppo della Wing Chun Ip Chun Academy, scuola che vanta tre decenni di storia, e vede ancora Chun nel ruolo di presidente. Il padre di Chun morì il 2 dicembre 1972; una settimana prima di morire, Yip Man affidò a Chun le riprese per il filmato che ritraeva Maestro Man nell'esecuzione delle sue forme di Siu Nim Tao, Chum Kiu e Muk Yan Jong in modo da lasciare ai posteri un'importantissima testimonianza di maestria. 
Chun è instancabile e attivissimo nel mantenere viva l'eredità di suo padre, ed è stato scelto nel 2014 come erede del patrimonio dello stile Wing Chun Kung Fu. Ip Chun ha insegnato e tenuto seminari in molte città, tra cui paesi come l'Inghilterra e gli Stati Uniti. Chun ha ricevuto una borsa di studio (FSMA) dalla Compagnia di Arti Marziali del Regno Unito, per introdurre il primo corso di laurea in arti marziali nel mondo, dal suo Fondatore e Presidente Prof. Eugenio de Silva Ph.D., FRSA nel 2000.
Ip Chun ha continuato ad insegnare il Wing Chun ai suoi discepoli e, dopo aver istituito la "Ip Chun Wing Chun Kuen Martial Arts Association" nel 1992, qualifica gli istruttori degni di diventare Shifu per poter insegnare il Wing Chun a studenti provenienti da tutto il mondo. 
Ip Chun anche in tempi recenti, a quasi cento anni di età, insegnava ancora con passione e perizia a molti studenti nella sua scuola ad Hong Kong. Il 31 luglio 2024 compie 100 Anni.

## Curiosità
- Chun si è occupato dell'insegnamento del Wing Chun a Donnie Yen, attore interprete di Ip Man nell'omonimo film biografico. Ha inoltre assunto il ruolo di consulente per il film. Ha anche fatto un'apparizione speciale interpretando la parte di Leung Bik (figlio di Leung Jan) in un altro film dedicato alla memoria del padre, The Legend is Born - Ip Man[3] Nel 2013, ha fatto un cameo in un altro film su Ip Man, Ip Man: The Final Fight.
- Ha interpretato suo padre nel film postumo dedicato a Bruce Lee, Bruce Lee Supercampione del 1976.